# Operculum (genitalia straszyków)
Operculum, opercula – element żeńskich narządów genitalnych straszyków.
Operculum to rodzaj płytki subgenitalnej (lamina subgenitalis), przykrywającej wejście do genitaliów samicy.
Terminem operculum bywa też określane poculum samców.